# Родульф (граф Вермандуа)
Родульф (лат. Rodulfus, фр. Raoul; погиб 28 июня 896) — граф Вермандуа из Фландрской династии. При поддержке старшего брата Бодуэна II захватил Вермандуа, что вызвало конфликт с правителем Западно-Франкского королевства Эдом Парижским, не признавшим за Родульфом титул графа Вермандуа. В результате конфликта Родульф погиб.

## Биография
Родульф был сыном графа Фландрии Бодуэна I и дочери императора Карла II Лысого Юдифи. При поддержке своего старшего брата, графа Фландрии Бодуэна II, он в 895 году захватил замок Сен-Кантен в Пикардии и, присоединив к нему замок в Перонне, стал, фактически, правителем в северо-французском графстве Вермандуа.
Однако в результате конфликта с правителем Западно-Франкского государства Эдом Парижским, вызванным спором о принадлежности прилегавшего к Вермандуа аббатства Сен-Кантен, Родульф не был признан графом со стороны короля. В 896 году владения Родульфа были атакованы войсками Герберта I из рода Каролингов, 28 июня разбившего отряды Родульфа, который погиб в бою. Герберт же на несколько поколений обеспечил титул «де Вермандуа» за своими потомками. Позднее Бодуэн II Фландрский отомстил Герберту за смерть брата, подослав наёмного убийцу, расправившегося с графом Вермандуа.
Родульф был, предположительно, тестем графа Камбре Исаака.